# Fitzroy-Insel
Die Fitzroy-Insel (englisch Fitzroy Island, in Argentinien Islote Fitzroy, in Chile Islote Fitz-Roy) ist eine Insel vor der Fallières-Küste des Grahamlands im Norden der Antarktischen Halbinsel. Sie liegt 800 m östlich der Südspitze der Stonington-Insel in der Neny Bay am Fuß des Northeast-Gletschers, von dem sie teilweise überdeckt wird.
Vermutlich wurde die Insel 1936 bei der British Graham Land Expedition (1934–1937) unter der Leitung des australischen Polarforschers John Rymill entdeckt. Eine grobe Kartierung folgte bei der United States Antarctic Service Expedition (1939–1941). Der Falkland Islands Dependencies Survey nahm 1947 eine neuerliche Kartierung vor und benannte die Insel nach seinem Forschungsschiff RMS Fitzroy.